# サイコフィジカルアウェアネス
サイコ・フィジカル・アウェアネス（Psycho-physical_Awareness）は、アメリカとヨーロッパの多くの学校や大学で使用されている人気のある演技メソッドである。

## 解説
この技法は、心と体の関係に働きかけ、俳優の意識的な認識を発展させるものである。言い換えれば、物理的刺激に対する反応として生じる感覚的および精神的状態を認識することである。
この技法の先駆者はコンスタンチン・スタニスラフスキーであり、彼はサイコフィジカル・トレーニングまたはフィジカル・アクションの方法を通じて「心と体、知識と感情、分析と行動」の間の分断を克服しようとした。しかし、現在我々がサイコ・フィジカル・アウェアネスとして知られている独自で信頼できる方法をさらに発展させたのはマイケル・チェーホフ（アントン・チェーホフの甥）であった。

## 歴史
コンスタンチン・スタニスラフスキーの考えに基づき、マイケル・チェーホフは身体の心理的創造的衝動に対する極度の感受性を発展させることによって、最高の創造的潜在能力を達成するための技法を開発した。彼はこれが「理想的な」俳優になるために不可欠であると感じていた。
マイケル・チェーホフは、ルドルフ・シュタイナーの影響を部分的に受けた一連のエクササイズを開発し、トレーニングとパフォーマンスに対するサイコフィジカルなアプローチを探求した。「俳優が身体を通して想像のプロセスに従事している場合、彼らの「自己」の感覚は忘れられ、体現された想像力がサイコフィジカル性を変化させる。そのときキャラクターそのものであるか、あるいはそのキャラクターになる。
この分野の他の著名な先駆者および実践者には、フィリップ・B・ザリッリ（Phillip B. Zarrilli, 1947-2020）とイェジー・グロトフスキがいる。
ザリッリの著作『Psychophysical Acting: An Intercultural Approach after Stanislavski』（2008年）は、2010年の「高等教育における演劇協会」（ATHE：Association for Theatre in Higher Education）の優秀書籍賞に選ばれた。ザリッリはエクセター大学のパフォーマンス研究の名誉教授であり、ベルリン自由大学のインターナショナル・リサーチ・インスティテュートのフェローである。彼は1976年から1983年までの間に合計7年間インドに住み、カラリパヤットの集中的な訓練と研究を行い、カタカリ舞踊劇の研究も行った。彼は感覚認識、動的エネルギーを高め、身体と心が一体となるシステムをヨガやアジアの武道を通じて開発した。
イェジー・グロトフスキは、ヨガやプラスティックス（一連の激しい姿勢、ジェスチャー、タンブル＝転げること）および全身を声の共鳴器として使用することで知られている。彼は後に、（パートナーと共に作業することで、）人間の相互作用を追加すると創造性が解放され、身体に対する心理的な困難が増すことを発見した。彼は、単独のヨガのポーズは制限され、孤立させると発見した。
プラスティックスの例としては、グロトフスキの『Towards a Poor Theatre』(1968)から引用された背骨があり、これは俳優の感情的および身体的状態の関連性を明確にしている。エネルギーはまず内側で物理的に発生し、それが表現を通じて外に出るためにはサイコ・フィジカル・アウェアネスが必要となる。
背骨は表現の中心である。しかし、駆動する衝動は腰部から発している。すべての生きた衝動はこの領域から始まる、たとえ外からは見えないとしても。
そのほか、パーソナルアウェアネスに関連する身体演技の訓練技法としては、モーシェ・フェルデンクライス、クリスティン・リンクレイター、シシリー・ベリー、フレデリック・マサイアス・アレクサンダーのエクササイズがある。